# Wyoblarka

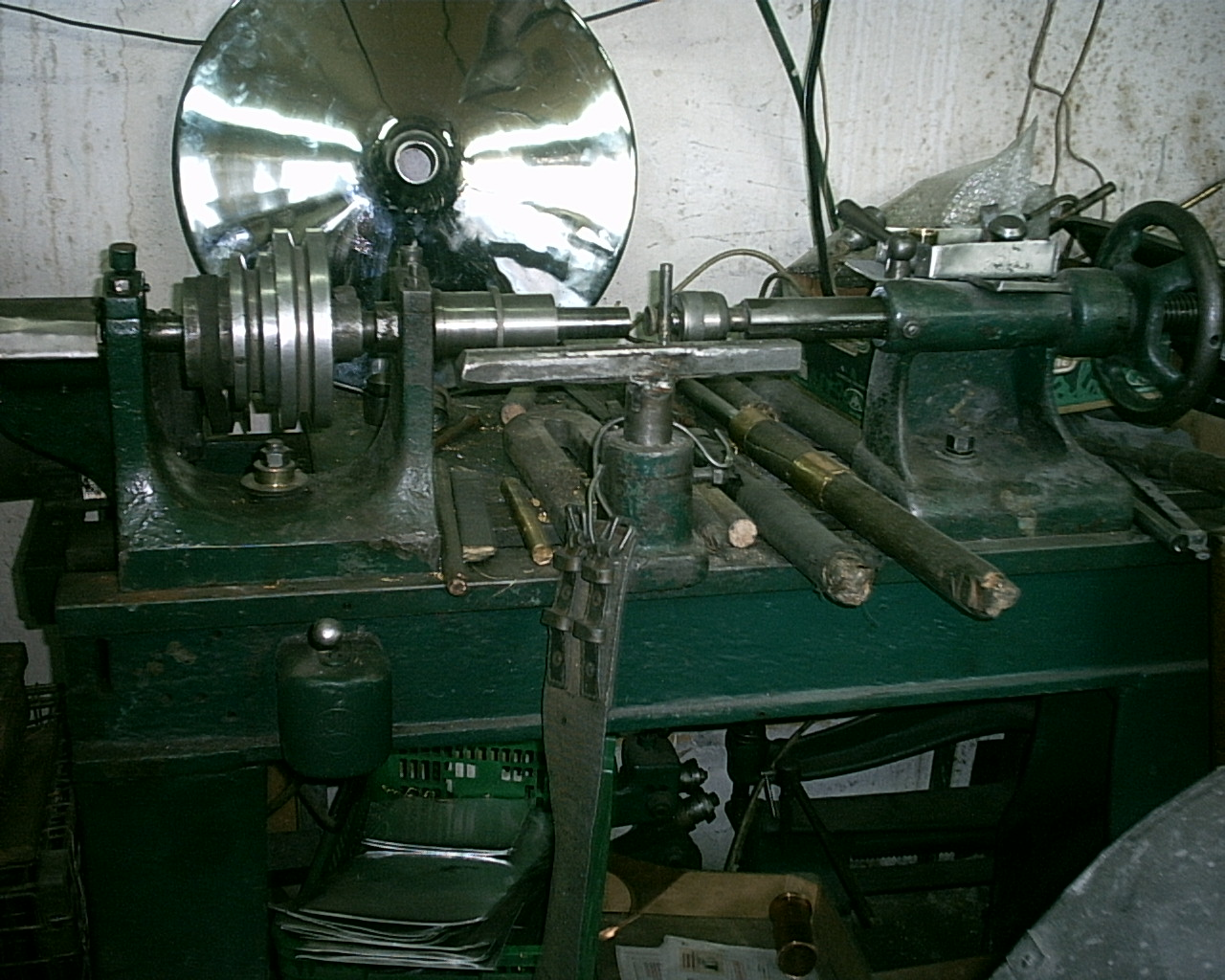
Wyoblarka ręczna

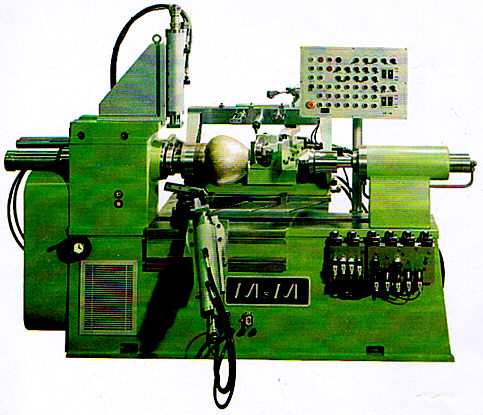
Wyoblarka automatyczna

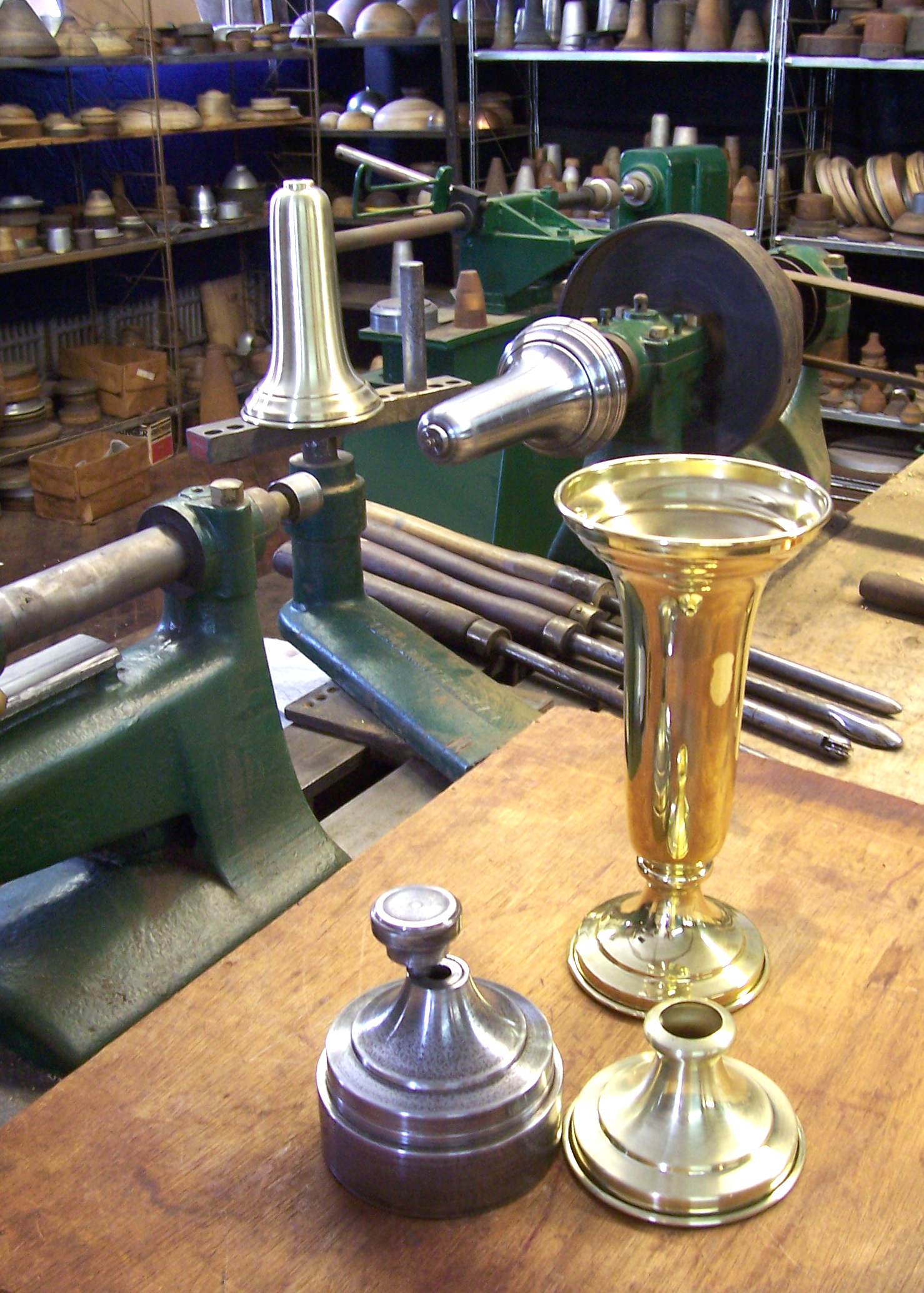
Wyoblarka i przedmioty wykonane przy jej pomocy

Wyoblarka – maszyna do obróbki plastycznej metali na zimno lub na gorąco, wykorzystująca zasadę działania dźwigni dwuramiennej. 
Wyoblarki dzielimy w zależności od narzędzia kształtującego blachę na ręczne, mechaniczne i automatyczne oraz zgniatarki obrotowe:
- wyoblarka ręczna – najprostsza maszyna o konstrukcji podobnej do tokarki do drewna. Narzędzia kształtujące trzymane są w rękach wyoblacza i opierane w czasie pracy o grzebień.

- wyoblarki mechaniczne
  - wyoblarka suportowa - kształtowanie blachy odbywa się za pomocą rolki kształtowej. Zmiana położenia rolki kształtującej dokonywana jest za pomocą pokręteł obracanych ręcznie. Pozwala na kształtowanie grubszych blach niż przy kształtowaniu ręcznym.
  - wyoblarka  kopiarka - szablon jest dokładnym odwzorowaniem kształtu, jaki chcemy uzyskać. Metodą kopiowania można wykonać niektóre kształty jak czasze kuliste, stożki, tralki.
  - do wyoblania na gorąco - jest to w zasadzie wyoblarka suportowa ale z dodatkowym oprzyrządowaniem w postaci palników. Palniki podgrzewając kształtowaną blachę umożliwiają obróbkę przykładowo materiałów plastycznych na gorąco.
  - do wyoblania kształtów owalnych - wyoblarka mechaniczna (lub automatyczna) z dodatkowym oprzyrządowaniem (specjalną głowicą) umożliwiającym wykonywanie brył owalnych. W tym przypadku zastosowane oprzyrządowanie odróżnia sposób wykonania. Metoda obecnie nie jest stosowana, ze względu na wysoki koszt oprzyrządowania.

- wyoblarki automatyczne:
  - ze sterowaniem hydraulicznym -  wyoblarki automatyczne starszego typu. Posuwy narzędzia roboczego realizowane są przy pomocy sterowania hydraulicznego. Maszyna wymaga stałej kontroli i regulacji. Ustawienie wszystkich parametrów nie jest możliwe do zapamiętania i każdorazowo przy nowym zamówieniu wszystkie szybkości i posuwy muszą być ustawiane ponownie.
  - sterowane numerycznie, wyoblarki CNC. Wszystkie czynności konieczne do wykonania przedmiotu realizowane są przy pomocy wcześniej napisanego programu. Maszyna umożliwia szybkie uruchomienie lub zmianę profilu produkcji dzięki wcześniej napisanym programom.

- zgniatarki obrotowe – zgniatarka obrotowa jest bardzo podobna do wyoblarki automatycznej. Zgniatarki mają mocniejszą konstrukcje od wyoblarek. Wynika to z konieczności zastosowania większych sił niż w czasie wyoblania. Chociaż na typowej wyoblarce można również wykonywać zgniatanie obrotowe w mniejszym zakresie niż na zgniatarce. Zgniatanie obrotowe charakteryzuje się zaplanowanym i obliczonym zmniejszeniem grubości ścianki odkształcanego materiału.

Obróbce takiej - zwanej wyoblaniem - poddawane bywają zazwyczaj arkusze blachy wycięte wstępnie w formie krążków. Krążek blachy dociskany jest do wzornika, a następnie uruchamia się obroty wrzeciona. Wyoblarz dociska do wirującego krążka końcówkę dwustronnej dźwigni, powoli odkształcając krawędź krążka i modelując go w żądany sposób. 
Przy pomocy wyoblarki doświadczony rzemieślnik jest w stanie ukształtować przedmioty o symetrii obrotowej, jak kielichy, misy, talerze, czasze (tak np. wykonywane są czasze puzonów i niektórych innych instrumentów dętych blaszanych) itp. Modelowanie przedmiotów tą metodą jest zazwyczaj, w przypadku mało lub  średnio seryjnej produkcji oraz w przypadku wykonywania elementów o bardzo skomplikowanych kształtach znacznie tańsze, niż tłoczenie, będące sposobem alternatywnym.